# Crash Twinsanity
Crash Twinsanity je platformska igra o Crashu koja je izašla 2004. godine za PlayStation 2 i Xbox.

## Radnja
Crash se mora udružiti s Dr. Cortexom da bi zaustavio zle blizance papige, Victora i Moritza. Kad je Cortex imao 8 godina napravio je Zraku za Evoluciju i testirao je na blizancima. No, zraka je još bila u fazi testiranja pa je blizance spojila i poslala ih u 10. dimenziju, dimenziju skroz suprotnu našoj. Izloženi radioaktivnošću u toj dimenziji dobili su velike moći. Sada samoproznavi Zli blizanci su otkrili put kako se vratiti u našu dimenziju i to su napravili. Njihov sadašnji plan je da unište Cortexa i N. Sanity otok. Crash se evenutalno ujedinjuje s Cortexom da bi ih zaustavio, a na putu im se pridruži i Cortexova nećakinja, polurobot, poludijete Nina Cortex. Oni zajedno kreću u 10. dimenziju gdje je dobro loše, i obrnuto.

## Likovi
- Crash Bandicoot - On je prije bio obični bandikut, no Cortex ga je koristio kao eksperiment za svoju Evolucijsku zraku i taj eksperiment nije uspio, i on je mutirao. Često ga viđamo kako se sunča i izležava, no ipak za to nema vremena.
- Dr. Neo Cortex - On je ludi znanstvenik koji je stvorio Crasha, a u igrama je uglavnom antagonist. Iako Crash uvijek porazi Cortexa i uništi sve njegove planove, sada moraju raditi zajedno da bi se riješili zajedničkih neprijatelja.
- Nina Cortex - Ona je Cortexova robotička nećakinja. Kad je pokazala znakove dobrote Cortex je njene ruke zamijnio robotičkim i poslao je u školu za Zlu djecu. Još uvijek voli slatke životinje i sada će pomoći ujaku da spasi svijet.
- Zli blizanci - Oni su glavni zločinci u igri. Oni su dvije mutirane papige iz 10. dimenzije koje su odlučile osvojiti otok N. Sanity. Imaju neobično velike mozgove i napredni arsenal. Crash i Cortex pokušavaju otkiriti zašto su postali zli.
- Mecha Bandicoot - On je Cortexov najnoviji izum. On je divovski bandikut koji ima plazma pušku i motornu pilu koje mu služe kao oružje.
- Tikimon - On je moćni tiki bog s četiri ruke kojeg su probudili blizanci. Otporan je na napada iz vana.
- Dingodile - On je mutacija između dinga i krokodila koju je stvorio Cortex. On voli čitati Shakespearea, igrati kriket i pržiti male narančaste životinje sa svojim nagrađivanim bacačem plamena.
- Dr. Nitrus Brio i Nefarious Tropy - Njih dvoje rade skupa. Traže isto blago kao i Cortex, pa će pokušati zaustaviti Crasha i Cortexa pod svku cijenu.
- Papu Papu - On se može često vidjeti kako izvodi rituale po otoku N. Sanity. U igru on otme Cortexa i zaveže ga za totem.
- Doktor N. Gin - On sada ima svoj vlastiti ratni brod s vojskom nosoroga i raketama pomoću kojih tjera Crasha od sebe.
- Rusty Walrus - On je kuhar na N. Ginovom brodu. Lovi Crasha da bi ga skuhao.

## Vanjske poveznice
- Službena stranica  Arhivirana inačica izvorne stranice od 13. lipnja 2006. (Wayback Machine)
- [neaktivna poveznica] by Vivendi Universal - vugames.com  Arhivirana inačica izvorne stranice od 18. svibnja 2008. (Wayback Machine)